# Fugalias
Las Fugalias o Regifugion (en latín: Fugalia, "fiesta de la fuga" o Regifugium, "huida del rey") fueron las fiestas que se celebraban en Roma para conmemorar la expulsión del último rey romano, Tarquinio el Soberbio. También existe la posibilidad que se celebrasen en honor de la diosa Fujia en reconocimiento a que había puesto a la fuga a los enemigos de Roma.
Era una fiesta religiosa anual que tenía lugar en la Antigua Roma cada 24 de febrero (en latín: a.d. VI Kal. Mart.).

## Historia
No se sabe mucho de esta antigua fiesta, e incluso para los antiguos romanos ya tenía un oscuro significado, aunque sí parece cierto que tuviera sus raíces en la etapa monárquica.
Varrón y Ovidio rastrearon la observancia hasta la huida del rey etrusco de Roma, Tarquinio, en 510 a. C. que marca el final de la monarquía y la fundación de la República romana. En sus Fastos, Ovidio ofrece el relato más antiguo de esta observancia:

"Ahora debo contar la huida del rey, seis días desde el fin de mes."El último de los tarquinios poseía la nación romana, un hombre injusto, pero sin embargo fuerte en la guerra."

Plutarco en un documento epigráfico mantiene que el rex sacrorum jugó un papel como sustituto del antiguo rey de Roma en varios rituales religiosos. El rex no tenía ningún papel cívico o militar, pero sin embargo estaba obligado a ofrecer un sacrificio público en los Comitia Calata en esta fecha. La "huida del rey" o "fuga del rey" (de ahí, Fugalias) fue la repentina salida que el rey, junto con los salii que le acompañaban, tuvieron que hacer desde ese lugar de asuntos públicos. Se puede tomar la 'fuga' del rex sacrorum como una recreación de la expulsión de Tarquinio.
Esta fiesta se planteaba después de fin de año. Cuando había intercalación, no seguía a las fiestas Terminalias, sino que se celebraba en los últimos cinco días del mes intercalar. Sin embargo, la mayoría de las fuentes consideran que la fiesta marcaba el final del año o, al menos, la suspensión de las actividades del rex sacrorum hasta las Calendas de marzo. De hecho, antes de la reforma del calendario de Julio César (calendario juliano), que elevó el número de meses del año de diez a doce, el año comenzaba con el mes de marzo (dedicado al dios Marte). Entonces, antes de la reforma, el 24 de febrero antiguo se correspondía con el 24 de diciembre. De esta forma, el Regifugium estuvo relacionado con la 'desaparición' del Sol durante el solsticio de invierno, y el regreso del rex marcaba el comienzo del nuevo año.
Esta interpretación todavía existía en el año 391, durante el cual, según el Código de Teodosio se prohibía la celebración de cualquier sacrificio pagano el 24 de febrero. El Regifugium pasó a llamarse entonces Fugalias (Fugalia).
Antes de las Fugalias, estaban las fiestas Terminalias y después, las fiestas Equirrias. Las Fugalias también se han asociado con las fiestas Bufonias áticas.